# Макарий (Зимин)
Архимандри́т Мака́рий (в миру Михаи́л Алексе́евич Зимин; октябрь 1800, Рязанская губерния — 1870, Тверская губерния) — архимандрит Русской православной церкви.

## Биография
Родился в октябре 1800 года в семье священника села Зимино Михайловского уезда Рязанской губернии Алексея Васильева.
Окончил в 1820 году Рязанскую духовную семинарию, в 1824 году — Московскую духовную академию со степенью магистра богословия.
Состоял инспектором Калужской духовной семинарии, затем профессором богословия в Тверской духовной семинарии, с оставлением в звании инспектора.
Не ранее 1828 года был назначен ректором Ярославской духовной семинарии. С 9 октября 1830 года — архимандрит Ростовского Авраамиева монастыря.
В 1831—1837 годы состоял членом цензурного комитета.
С 1832 года — член академического правления.
9 апреля 1836 года уволен от должности архимандрита Авраамиева монастыря.
В 1836 году был переведён ректором Санкт-Петербургской духовной семинарии
В 1838 году был назначен ректором Тверской духовной семинарии и настоятелем Калязинского Троицкого монастыря, в котором оставался и по увольнении от ректорства (не позднее 1845 года).
Здесь, подпав под уголовное следствие, был временно запрещен в священнослужении и переведён в число братии Желтикова Успенского монастыря. По уголовному делу был оправдан.
По отзывам знавших его лиц, это был человек умный, красивый, со светскими манерами и стремлениями, склонный к щегольству и сибаритству. Будучи весьма способным профессором и дельным администратором, не всегда был исправен по службе.
Скончался в 1870 году в Жёлтиковом монастыре.
Игнатий (Брянчанинов) в письме к С. И. Снессоревой 28 июня 1864 года писал о сочинении Макария:

В «Пет[ербургской] б[иблиотеке]» вышла очень замечательная брошюра: «Об ужасах и искушениях, какие душа может испытывать при переходе своем в загробную жизнь». Священником, как видно академиком, описан опыт, бывший над ним в 1862 году. Опыт служит подтверждением «Слова о смерти» и «Слова о видении духов». Советую Вам прочитать для Вашей душевной пользы.